# Desingy
Desingy é uma comuna francesa na região administrativa de Auvérnia-Ródano-Alpes, no departamento da Alta Saboia. Estende-se por uma área de 18.93 km². Em 2010 a comuna tinha 822 habitantes (densidade: 43,4 hab./km²).